# Melanagromyza actaeae
Melanagromyza actaeae är en tvåvingeart som beskrevs av Sehgal 1971. Melanagromyza actaeae ingår i släktet Melanagromyza och familjen minerarflugor.
Artens utbredningsområde är Alberta. Inga underarter finns listade i Catalogue of Life.